# Johan Kriek
Johan Kriek (* 5. dubna 1958) je bývalý profesionální jihoafrický tenista.
Proslavil se především dvojnásobným vítězstvím ve dvouhře na grandslamovém turnaji Australian Open v letech 1981 a 1982. V roce 1982 přijal americké občanství.
Za svou kariéru vyhrál 14 turnajů ATP ve dvouhře a 8 ve čtyřhře.